# Котляревский, Нестор Александрович
Не́стор Алекса́ндрович Котляре́вский (21 января [2 февраля] 1863, Москва — 12 мая 1925, Ленинград) — русский историк литературы, литературный критик, педагог, академик Петербургской академии наук, действительный статский советник. Первый директор Пушкинского Дома (с 1910).

## Биография
Из дворян. Сын слависта, историка литературы, археолога и этнографа А. А. Котляревского. Окончил Коллегию Павла Галагана (1881) и историко-филологический факультет Императорского Московского университета (1885). На 3-м курсе представил профессору А. М. Иванцову-Платонову сочинение на заданную факультетом тему: «Христианские апокрифы II века как исторический источник», получившее золотую медаль; а позже, перейдя к Н. И. Стороженко и окончательно утвердившись в занятиях по истории литературы, сначала — всеобщей, затем — русской, написал большой очерк «О любовной поэзии Средних веков». Очерк остался ненапечатанным, а дебютировал Котляревский в печати переводом сочинения Эмиля Лавелэ «Образование народных эпопей и происхождение песни о Нибелунгах» (1884), к которому дал предисловие (подписанное инициалами Н. К.). Окончил университет со степенью кандидата 1 июня 1885 года и был на два года оставлен при кафедре истории всеобщей литературы для приготовления к профессорскому званию и командирован для подготовки к магистерским экзаменам в Парижский университет.
Вернувшись осенью 1889 года в Москву, Котляревский выпустил в конце этого же года свой труд по истории русской литературы, брошюру «Литературные очерки. Вып. I. Поэзия скорби и гнева. Москва. 1890»; а затем, сдав в течение зимы 1889—1890 годов магистерские испытания, — переехал в Петербург. Однако степень магистра истории всеобщей литературы он получил после состоявшегося 17 октября 1899 года в Московском университете публичного диспута по его труду «Мировая скорбь в конце прошлого и в начале нашего века»; профессор В. И. Герье, бывший одним из неофициальных оппонентов на этом диспуте, признал, что автор диссертации мог бы с таким же успехом получить и степень магистра всеобщей истории за свой труд, — настолько дельным был он признан для обеих научных дисциплин. Дальнейшую связь с Московским университетом Нестор Александрович сохранил только через числившееся при университете Общество любителей российской словесности, членом которого, сначала действительным (с 14 ноября 1902 года), а затем и почётным (с 15 октября 1911 года), он стал по избранию.
С переездом в 1890 году в Петербург, сделавшийся с тех пор местом его постоянного жительства и службы, Котляревский посвятил себя учёной и, наряду с нею, педагогической деятельности; вместе с тем он вошёл в различные литературные круги столицы и скоро занял в них видное место. В доме А. Н. Пыпина он встречался со многими представителями науки и искусства: Н. П. Кондаковым, И. В. Ягичем, С. В. Ковалевской, В. С. Соловьёвым, М. А. Балакиревым.
Педагогическую деятельность Котляревский начал на Высших женских (Бестужевских) курсах, куда летом 1892 года был приглашён к чтению лекций по истории литературы Средних веков, в звании преподавателя работал здесь до 1898 года. В 1908 году, уже в должности профессора, он один учебный год читал здесь свой курс «История русской литературы в 50-е и 60-е годы XIX века», легший в основу его книги «Канун освобождения». Следующий курс «Литературные течения на Западе в первой половине XIX в.», послуживший основанием книги «Девятнадцатый век», он читал только в 1914/1915 учебном году. С 1893 года был преподавателем Александровского лицея по кафедре истории литературы. Приглашался Котляревский также преподавать в Николаевскую Академию Генерального штаба, на Высшие курсы Лесгафта, Высшие историко-литературные курсы Раева и в Александровскую военно-юридическую Академию (с 1911).
Начиная с 1900 года, Котляревский через каждые два года избирался Обществом русских драматических писателей и оперных композиторов в члены жюри по присуждению Грибоедовской премии общества. В 1900 году он, по приглашению председательствующего в Отделении русского языка и словесности Академии наук А. Н. Веселовского, взял на себя рассмотрение сочинений К. К. Случевского, представленных на соискание Пушкинской премии; в 1903 году он представил, ему же порученный, отзыв о труде Вл. Каренина о Жорж Санд, представленном на ту же премию; за этот отзыв, как и за предыдущий, Котляревский получил золотую Пушкинскую медаль и после этого, 23 сентября 1903 года, вошёл, по приглашению того же Веселовского, в число членов Комиссии по присуждению Пушкинских премий.
По представлению А. Ф. Кони, 8 ноября 1906 года Котляревский был избран в почётные академики по Разряду изящной словесности при Отделении русского языка и словесности Академии наук. Первым выступлением его в новом звании была речь памяти графа А. К. Толстого, произнесённая 21 января 1907 года и отмеченная Пушкинской золотой медалью. Вскоре, 1 февраля 1907 года, он был избран в члены Комиссии по изданию сочинений Пушкина при II Отделении Академии Наук, в которой оставался, позже — в качестве председателя, до своей кончины. Наконец, 14 Февраля 1909 года он был избран в ординарные академики по Отделению русского языка и словесности.
Незадолго до избрания ординарным академиком (9 января 1909 года) Котляревский получил от президента Академии приглашение принять на себя звание члена и участие в работе Комиссии по постройке памятника Пушкину в Санкт-Петербурге. После того, как 10 июня 1910 года академик С. Ф. Ольденбург передал ему управление делами Комиссии и подведомственного ей Пушкинского Дома, стал первым директором Дома.
Был произведён в чин действительного статского советника 1 января 1914 года. Был награждён орденами Св. Владимира 4-й степени, Св. Анны 2-й степени, Св. Станислава 2-й степени.
Власть большевиков Котляревский оценивал как деспотическую, сознательно разжигающую низменные инстинкты масс и ведущую к национальному краху, воспринимал период после 1917 как «закат и смерть» старой гуманистической культуры. В 1922 году Котляревский последовал за высланными деятелями русской культуры в Берлин, но вскоре вернулся, оставаясь до конца жизни директором Пушкинского дома.
Скончался 12 мая 1925 года. Похоронен на Никольском кладбище Александро-Невской лавры.